# Puntius shalynius
Puntius shalynius is een straalvinnige vissensoort uit de familie van de eigenlijke karpers (Cyprinidae). De wetenschappelijke naam van de soort is voor het eerst geldig gepubliceerd in 1975 door Yazdani & Talukdar.